# Unfinished Business (R. Kelly e Jay-Z)
Unfinished Business è il secondo album collaborativo tra gli statunitensi R. Kelly & Jay-Z, pubblicato nel 2004 da Rock Land Records, Jive Records, Roc-A-Fella Records e Def Jam. Il disco debutta al primo posto negli Stati Uniti, dov'è certificato disco di platino. Dopo il concerto al Madison Square Garden, R. Kelly è escluso dal tour e cita in giudizio Jay-Z per un ammontare complessivo pari a $ 75 milioni.

## Descrizione e ricezione
| Recensione           | Giudizio |
| -------------------- | -------- |
| AllMusic             | [ 1 ]    |
| Entertainment Weekly | C        |
| Pitchfork            | [ 6 ]    |
| Rolling Stone        | [ 7 ]    |
| USA Today            | [ 8 ]    |
| RapReviews           | [ 9 ]    |
| HipHopDX             | [ 10 ]   |
| Exclaim!             | negativo |

L'album consiste principalmente di materiale scartato durante le sessioni di registrazione per The Best of Both Worlds. R. Kelly e Jay-Z non s'incontrano mai in studio per registrare i brani, fatto confermato dai produttori Trackmasters.
Nel novembre 2003, R. Kelly appare in quello che avrebbe dovuto essere l'ultimo concerto di Jay-Z prima del ritiro, concerto presente nel film documentario del 2004 Fade to Black. La risposta del pubblico all'apparizione di R. Kelly convince i dirigenti della Def Jam a puntare nuovamente su un album collaborativo, progetto che è confermato il 21 settembre 2004. L'album produce due singoli e debutta al primo posto della Billboard 200 tra critiche e controversie.

## The Best of Both Worlds Tour
Il tour prende il nome dall'album collaborativo precedente e vede la partecipazione di diversi artisti affiliati alla Roc-A-Fella durante le performance soliste di Jay-Z. La tournée è sponsorizzata da Atlantic Worldwide Touring ed è ufficialmente annunciata in data 19 agosto 2004.
Durante la prima data del concerto, a Rosemont, Illinois, R. Kelly si presenta con uno skit sul suo caso giudiziario, creando indignazione tra il pubblico. Dalla data successiva, il cantante rimuove il pezzo, ma i problemi del tour continuano: il concerto del primo ottobre a Cincinnati è cancellato, e il 29 dello stesso mese il tour dei due artisti si conclude al termine del concerto al Madison Square Garden di New York. Dopo probabilmente un'ora dall'inizio, R. Kelly annuncia al pubblico che due uomini l'hanno minacciato mostrando delle armi da fuoco. Dopo aver investigato e assicurato l'area, la sicurezza del Madison Square Garden dà il via libera a R. Kelly e alle sue guardie del corpo per poter tornare sul palco. Mentre stanno tornando, Tyran Smith, amico d'infanzia di Jay-Z, spruzza del peperoncino spray sul volto di R. Kelly, che è portato al Saint Vincent's Catholic Medical Center. In questo momento Jay-Z è sul palco ad esibirsi, ignaro dell'accaduto, e prosegue il concerto assieme agli affiliati della Roc-A-Fella e a diversi ospiti.
In seguito al concerto, Jay-Z polemizza con le dichiarazioni fatte da R. Kelly sui possessori di armi da fuoco all'interno del Madison, confermando il clima di tensione tra i due; segue l'ammissione di R. Kelly di essersi inventato la vicenda delle armi da fuoco. Quest'ultimo, dichiara di voler riprendere il concerto il giorno dopo, ma il Madison vieta l'ingresso a lui e al suo gruppo e l'Atlantic Worlwide Touring che sponsorizza l'evento estromette il cantante R&B dal tour, presto rinominato «Jay-Z and Friends».
Il primo novembre, R. Kelly fa causa a Jay-Z, alla sua azienda Marcy Projects e all'Atlantic Worldwide per aver violato il contratto e chiede 75 milioni di dollari di danni (di cui 15 in guadagni persi) come risultato per non essere in grado di andare in tour. Nel gennaio del 2005, Jay-Z apre una contro causa nei confronti di R. Kelly, tuttavia un giudice della Corte Suprema di Manhattan approva una mozione per respingerla nel maggio seguente. Nel 2004, Jay-Z dissa R. Kelly nel remix della canzone Drop It Like It's Hot. Il 12 novembre, Tyran Smith è arrestato per aggressione di terzo grado e costretto a scontare un anno di prigione. L'anno dopo, Smith è premiato con una promozione a vice presidente degli A&R della Def Jam, dichiarandosi colpevole solo nel 2006.

## Tracce
1. The Return – 3:53 - (Prodotto da Tone e co-Prodotto da Alexeer Spanador Mosley) (R. Kelly, S. Carter, S. Barnes, A. Mosley, K. Fareed, W. Irvine, A. Muhammad-Jones, M. Taylor, D. Davis, R. Walters)
2. Big Chips – 4:43 - (Prodotto da Poke & Tone e co-Prodotto da Alexeer Spanador Mosley) (R. Kelly, S. Carter, S. Barnes, J.C. Olivier)
3. We Got Em Goin' (featuring Memphis Bleek) - 4:00 - (Prodotto da Tone e R. Kelly) (R. Kelly, S. Carter, M. Cox)
4. She's Coming Home With Me - 3:49 - (Prodotto da Poke e Tone e co-Prodotto da Alexeer Spanador Mosley) (R. Kelly, S. Carter, S. Barnes, J.C. Olivier, A. Mosley)
5. Feelin' You in Stereo – 3:42 - (Prodotto da R. Kelly) (R. Kelly, S. Carter)
6. Stop (featuring Foxy Brown) – 4:22 - (Prodotto da Tone) (R. Kelly, S. Carter, S. Barnes, I. Marche)
7. Mo' Money (featuring Twista) – 4:08 - (Prodotto da Tone) (R. Kelly, S. Carter, S. Barnes, C. Mitchell)
8. Pretty Girls – 3:34 - (Prodotto da Tone e R. Kelly) (R. Kelly, S. Carter)
9. Break Up (That's All We Do) – 4:31 - (Prodotto da Tone) (R. Kelly, S. Carter, S. Barnes, T. Bell, L. Creed, K. Gamble)
10. Don't Let Me Die – 4:51 - (Prodotto da Tone e R. Kelly e co-Prodotto da Alexeer Spanador Mosley) (R. Kelly, S. Carter, S. Barnes, J.C. Olivier, A. Mosley)
11. The Return (remix) (featuring Slick Rick e Doug E. Fresh) – 2:58 - (Prodotto da Tone e co-Prodotto da Alexeer Spanador Mosley) (R. Kelly, S. Carter, R. Walters, D. Davis, S. Barnes, A. Mosley)

## Classifiche

### Classifiche settimanali
| Classifica (2004)         | Posizione massima |
| ------------------------- | ----------------- |
| Francia                   | 68                |
| Germania                  | 77                |
| Paesi Bassi               | 60                |
| Regno Unito               | 61                |
| Stati Uniti               | 1                 |
| US Top R&B/Hip-Hop Albums | 1                 |
| Svizzera                  | 65                |

### Classifiche di fine anno
| Classifica (2004)         | Posizione massima |
| ------------------------- | ----------------- |
| US Top R&B/Hip-Hop Albums | 70                |